# Pee Wee Erwin
George „Pee Wee“ Erwin (* 30. Mai 1913 in Falls City, Nebraska; † 20. Juni 1981 in Teaneck, New Jersey) war ein US-amerikanischer Jazz-Trompeter des Dixieland Jazz.
Erwin stammte aus musikalischer Familie, lernte ab 4 Jahren Trompete, war mit 8 Jahren das erste Mal im Radio zu hören, spielte in lokalen Bands und 1931 bis 1933 in der Band von Joe Haymes und 1933/4 in der von Isham Jones. Danach arbeitete er in New York als Studiomusiker. 1934/5 spielte er mit Benny Goodman im Radio, 1935 mit Ray Noble, 1936 wieder bei Goodman (als Nachfolger von Bunny Berigan) und 1937 bis 1939 bei Tommy Dorsey. In den 1940er Jahren versuchte er zweimal ohne großen Erfolg eine eigene Band zu starten (1941/42 und 1946). Ab 1949 und während der 1950er Jahre spielte er Dixieland Jazz mit eigener Band im Nick’s in Greenwich Village, New York und hatte in den 1960er Jahren zusammen mit Chris Griffin eine Trompetenschule, während er ansonsten bei CBS in Fernsehshows wie der von Carol Burnett und Jackie Gleason viel beschäftigt war. Ab 1963 hatte er auch eine wöchentliche Jazz-Sendung im Radio (mit Ed Joyce). In den 1970er Jahren ging er auf Europa-Tour mit Warren Covington, seinen eigenen „Kings of Jazz“ und der „New York Jazz Repertory Company“. Noch bis kurz vor seinem Tod nahm er mehrere Alben unter eigenem Namen auf. Seinen letzten Auftritt hatte er 1981 in den Niederlanden. 1987 erschien seine Autobiographie „This Horn for Hire“ (Scarecrow Press), die er mit dem Bassisten und Jazzjournalisten Warren Vache Sr. verfasste, dessen Sohn Warren Vaché Jr. ebenfalls Jazztrompeter und ein Schüler von Erwin ist.

## Diskographische Hinweise
- Dr. Jazz Vol. 14: Pee Wee Erwin (Storyville, 1952)
- Complete Fifties Recordings (Lonehill Records, 1955/1956)
- Swingin´ That Music (Jazzology, 1980) mit Ike Isaacs